# Vladimir Shmakov
Vladimir Shmakov (8 de febrero de 1973) es un deportista uzbeko que compitió en judo. Ganó una medalla en los Juegos Asiáticos de 1994, y dos medallas en el Campeonato Asiático de Judo en los años 1995 y 1996.

## Palmarés internacional
| Juegos Asiáticos    | Juegos Asiáticos             | Juegos Asiáticos  | Juegos Asiáticos |
| Año                 | Lugar                        | Medalla           | Categoría        |
| ------------------- | ---------------------------- | ----------------- | ---------------- |
| 1994                | Hiroshima (Japón)            | Medalla de bronce | –78 kg           |
| Campeonato Asiático |                              |                   |                  |
| Año                 | Lugar                        | Medalla           | Categoría        |
| 1995                | Nueva Delhi (India)          | Medalla de bronce | –78 kg           |
| 1996                | Ciudad Ho Chi Minh (Vietnam) | Medalla de oro    | –78 kg           |